# Rubinho
Rubens Fernando Moedim, más conocido como Rubinho (Guarulhos, Estado de São Paulo, Brasil, 4 de agosto de 1982) es un futbolista brasileño nacionalizado italiano. Juega de guardameta y su equipo actual es el Genoa C. F. C. de la Serie A de Italia.

## Trayectoria
Rubinho inició su carrera como futbolista en el Corinthians. Luego fue transferido al Vitória Setúbal donde permaneció durante una temporada. En el año 2006 fue fichado por el Genoa y tres años más tarde pasó al Palermo. En los años siguientes fue cedido en préstamo a los equipos Livorno y Torino de la Serie B. El 29 de agosto de 2012 fue fichado por la Juventus con la que firmó un contrato por un año. Luego de permanecer durante cuatro años en el club turinés, fue fichado por el Calcio Como y en enero de 2017 regresó al Genoa.

## Selección nacional
Ha sido internacional con la selección de fútbol de Brasil en las categorías sub-17 y sub-20.

### Participaciones en Copas del Mundo
| Mundial                     | Sede          | Resultado        |
| --------------------------- | ------------- | ---------------- |
| Copa Mundial Sub-17 de 1999 | Nueva Zelanda | Campeón          |
| Copa Mundial Sub-20 de 2001 | Argentina     | Cuartos de final |

## Clubes
| Club            | País     | Año         |
| --------------- | -------- | ----------- |
| Corinthians     | Brasil   | 2001 - 2004 |
| Vitória Setúbal | Portugal | 2005 - 2006 |
| Genoa C. F. C.  | Italia   | 2006 - 2009 |
| U. S. Palermo   | Italia   | 2009 - 2010 |
| A. S. Livorno   | Italia   | 2010        |
| U. S. Palermo   | Italia   | 2010        |
| Torino F. C.    | Italia   | 2010 - 2011 |
| U. S. Palermo   | Italia   | 2011        |
| Juventus F. C.  | Italia   | 2012 - 2016 |
| Calcio Como     | Italia   | 2016 - 2017 |
| Genoa C. F. C.  | Italia   | 2017 -      |

## Palmarés

### Campeonatos nacionales
| Título               | Club           | País   | Año     |
| -------------------- | -------------- | ------ | ------- |
| Campeonato Paulista  | Corinthians    | Brasil | 2001    |
| Copa de Brasil       | Corinthians    | Brasil | 2002    |
| Torneo Río-São Paulo | Corinthians    | Brasil | 2002    |
| Campeonato Paulista  | Corinthians    | Brasil | 2003    |
| Serie A              | Juventus F. C. | Italia | 2012-13 |
| Supercopa de Italia  | Juventus F. C. | Italia | 2013    |
| Serie A              | Juventus F. C. | Italia | 2013-14 |
| Serie A              | Juventus F. C. | Italia | 2014-15 |
| Copa Italia          | Juventus F. C. | Italia | 2014-15 |
| Supercopa de Italia  | Juventus F. C. | Italia | 2015    |
| Serie A              | Juventus F. C. | Italia | 2015-16 |
| Copa Italia          | Juventus F. C. | Italia | 2015-16 |

### Copas internacionales
| Título              | Equipo              | País   | Año  |
| ------------------- | ------------------- | ------ | ---- |
| Copa Mundial Sub-17 | Selección de Brasil | Brasil | 1999 |
| Sudamericano Sub-20 | Selección de Brasil | Brasil | 2001 |